# Blanca Bardagil
Blanca Bardagil (Vic, Osona, 9 d'abril del 1988) és una dramaturga, directora teatral i guionista catalana, llicenciada en direcció i dramatúrgia per l'Institut del Teatre de Barcelona, i cofundadora de la companyia A4MansTeatre, des d'on va estrenar les seves primeres obres. Ha escrit i dirigit més d'una desena d'obres i diverses peces breus; també ha escrit el guió del curtmetratge Without Milk i el de la primera temporada de Cites (TV3), com a membre de l'equip de guionistes de la sèrie.
L'any 2018 va escriure Amanda, un text de ficció per entregues per Instagram que havia començat com un experiment dramatúrgic aprofitant les possibilitats que ofereixen les xarxes socials, i on els seguidors podien votar i decidir què passaria.
L'abril de 2020 va dur a la televisió, juntament amb l'actor Sergi Cervera, la sèrie Jo també em quedo a casa, una tragicomèdia de format innovador formada per deu capítols curts i adaptada a la situació excepcional de confinament a causa de la pandèmia per coronavirus de 2019-2020, en la qual les xarxes socials són l'element que tots els personatges utilitzen per comunicar-se entre ells. La sèrie és interpretada per Sergi Cervera, Mar Ulldemolins, Mariona Ribas, Dafnis Balduz, Jordi Cadellans, Peter Vives, Diana Roig i Bernat Mestre.

## Obres teatrals
- 2009: L'amant de Diògenes, coescrita amb Montserrat Mas (Ed. Bròsquil), i que va guanyar el Premi de Teatre Ciutat d'Alcoi el 2009[8][9]
- 2010: Cuques, a la Nau Ivanow (Barcelona)[10] / Cucarachas (en castellà), al Teatro Casa de Vacas (Madrid)[11]
- 2011: Satisfaction, a la Sala Flyhard (Barcelona)[12] i a la Pensión de las pulgas (Madrid)[13]
- 2012: L'ànima de la nit, a la Sala Flyhard (Barcelona)[13]
- 2014: Estúpids, a La Seca Espai Brossa (Barcelona), monòleg coescrit amb Ferran Rañé i dirigit per ella[1][14][15]
- 2018: Llibres per cremar, al Teatre de l'Atlàntida (Vic)[16] i al Maldà (Barcelona), escrita per Amélie Nothomb[17][16] i traduïda per Roger Batalla[18]
- 2018: Les cigonyes venen de Tailàndia, al Maldà (Barcelona)[19]